# Saint-Arnoult (Sena Marítim)
Saint-Arnoult és un municipi francès situat al departament del Sena Marítim i a la regió de Normandia. L'any 2007 tenia 1.307 habitants.

## Demografia

### Població
El 2007 la població de fet de Saint-Arnoult era de 1.307 persones. Hi havia 467 famílies de les quals 74 eren unipersonals (27 homes vivint sols i 47 dones vivint soles), 165 parelles sense fills, 208 parelles amb fills i 20 famílies monoparentals amb fills.
La població ha evolucionat segons el següent gràfic:
Habitants censats

### Habitatges
El 2007 hi havia 508 habitatges, 489 eren l'habitatge principal de la família, 10 eren segones residències i 10 estaven desocupats. 455 eren cases i 47 eren apartaments. Dels 489 habitatges principals, 375 estaven ocupats pels seus propietaris, 110 estaven llogats i ocupats pels llogaters i 4 estaven cedits a títol gratuït; 5 tenien una cambra, 8 en tenien dues, 64 en tenien tres, 146 en tenien quatre i 266 en tenien cinc o més. 371 habitatges disposaven pel capbaix d'una plaça de pàrquing. A 209 habitatges hi havia un automòbil i a 260 n'hi havia dos o més.

### Piràmide de població
La piràmide de població per edats i sexe el 2009 era:
| Homes | Edats   | Dones |
| ----- | ------- | ----- |
| 0     | 95 o +  | 0     |
| 0     | 90 a 94 | 0     |
| 4     | 85 a 89 | 0     |
| 4     | 80 a 84 | 0     |
| 8     | 75 a 79 | 4     |
| 20    | 70 a 74 | 16    |
| 8     | 65 a 69 | 20    |
| 36    | 60 a 64 | 28    |
| 28    | 55 a 59 | 24    |
| 28    | 50 a 54 | 44    |
| 84    | 45 a 49 | 56    |
| 60    | 40 a 44 | 84    |
| 56    | 35 a 39 | 68    |
| 28    | 30 a 34 | 36    |
| 40    | 25 a 29 | 28    |
| 28    | 20 a 24 | 48    |
| 116   | 15 a 19 | 44    |
| 72    | 10 a 14 | 60    |
| 44    | 5 a 9   | 44    |
| 28    | 0 a 4   | 32    |

## Economia
El 2007 la població en edat de treballar era de 879 persones, 648 eren actives i 231 eren inactives. De les 648 persones actives 584 estaven ocupades (324 homes i 260 dones) i 64 estaven aturades (23 homes i 41 dones). De les 231 persones inactives 83 estaven jubilades, 53 estaven estudiant i 95 estaven classificades com a «altres inactius».

### Ingressos
El 2009 a Saint-Arnoult hi havia 493 unitats fiscals que integraven 1.362,5 persones, la mediana anual d'ingressos fiscals per persona era de 18.868 €.

### Activitats econòmiques
Dels 23 establiments que hi havia el 2007, 3 eren d'empreses extractives, 1 d'una empresa alimentària, 3 d'empreses de fabricació d'altres productes industrials, 5 d'empreses de construcció, 1 d'una empresa de comerç i reparació d'automòbils, 2 d'empreses de transport, 2 d'empreses d'hostatgeria i restauració, 5 d'empreses de serveis i 1 d'una entitat de l'administració pública.
Dels 5 establiments de servei als particulars que hi havia el 2009, 1 era un paleta, 2 fusteries, 1 lampisteria i 1 restaurant.
Dels 2 establiments comercials que hi havia el 2009, 1 era una botiga de menys de 120 m² i 1 una botiga de material de revestiment de parets i terra.
L'any 2000 a Saint-Arnoult hi havia 22 explotacions agrícoles que ocupaven un total de 689 hectàrees.

## Equipaments sanitaris i escolars
El 2009 hi havia 1 escola maternal i 1 escola elemental.

## Poblacions més properes
El següent diagrama mostra les poblacions més properes.